# Rodrigo Gral
Rodrigo Gral (ur. 21 lutego 1977) – brazylijski piłkarz występujący na pozycji napastnika.

## Kariera klubowa
Od 1995 do 2017 roku występował w klubach Grêmio, EC Juventude, CR Flamengo, Sport Recife, Júbilo Iwata, Yokohama F. Marinos, Omiya Ardija, Al-Khor, Al-Sadd, EC Bahia, Santa Cruz, Brunei DPMM, Hercílio Luz, Chapecoense, Operário, Djursland i Igrejinha.